# Virgil Šček
Virgilij (Virgil) Šček, slovenski rimokatoliški duhovnik, krščanski socialec, politik, narodni buditelj, kulturni delavec, * 1. januar 1889, Trst, † 6. junij 1948, Ljubljana.

## Življenje
Virgil Šček se je rodil v rojanski župniji v Trstu 1. januarja 1889 v zelo zavedni slovenski družini - materi Vincenciji Kante iz Velikega Dola pri Komnu in očetu Jožefu Ščeku iz Gradišča pri Vipavi; 
Po selitvi družine v Gorico avgusta 1905 je obiskoval nemško realko v Gorici. Že v tem času obišče Ivana Trinka - Zamejskega in se navduši za narodno delo. Ko spozna razmere, v katerih živijo Slovenci v Benečiji, organizira veliko zbiralno akcijo slovenskih molitvenikov, knjig in znamk zanje. 
Vsem slovenskim dijakom napiše poziv, naj začnejo z veliko zbiralno akcijo sredstev za novo slovensko šolo na Blančah pri Gorici. Leta 1910 so šolo tudi zares odprli. Prične tudi s prvimi objavami v Soči pod psevdonimom Devo. Postane tajnik Dijaške zveze in predava o temah prosvetnega značaja širom dežele. 
Po maturi 1909 se vpiše na trgovsko akademijo v Gradec, kar se kmalu izkaže za zmotno odločitev. Čedalje bolj se namreč navdušuje nad delom slovenskih duhovnikov in miselnostjo Janeza Evangelista Kreka. Leta 1910 se tako vpiše na goriško bogoslovje, ki ga leta 1914 uspešno zaključi. 
V mašnika je bil posvečen 7. julija 1914 v stolnici Sv. Justa v Trstu. 
1. avgusta 1914 postane kaplan pri Sv. Ivanu v Trstu. Poleg osnovnega dela je bil katehet v ljudski šoli, duhovnik v umobolnici, zavzemal pa se je za ustanovitev sirotišnice in organiziral čez sto predavanj v Dekliški Marijini družbi.
1. julija 1917 so ga za leto dni premestili k Staremu Sv. Antonu v Trst. Ker je to čas velikih socialnih stisk, veliko svojega časa nameni pomoči potrebnim. Izdela prvi narodni kataster in organizira zbiralno akcijo sredstev za slovensko šolo v okraju Sv. Vida. Uspe mu. Šolo so kasneje italijanske oblasti zaprle. V tem času je bil nadzornik tržaške Nove založbe in soustvarjalec lista Jugoslavija. 
Zaradi šibkega zdravja ga je leta 1918 tržaško-koprski škof Andrej Karlin premestil v Lokev, kjer je deloval kot samostojni kaplan. Zaradi čedalje hujših pritiskov fašistov nad primorsko duhovščino leta 1919 ob pomoči Ignacija Valenčiča in dr. Antona Požarja ponovno obudi delovanje Zbora svečenikov sv. Pavla. 
Z Ivanom Rejcem ustanovi Zbornik svečenikov sv. Pavla, ki je redno izhajal od leta 1920 do 1928, dokler ga fašistične oblasti niso prepovedale.
Skupaj z Engelbertom Besednjakom in Jožetom Bitežnikom je v okviru kmetskih in delavskih zvez organiziral javna predavanja v mnogih slovenskih krajih. 
Bil je gonilna sila "Sedejeve šole" (imenovane po goriškem nadškofu Sedeju), s pomočjo katere se je slovenski jezik obdržal v župnijskih šolah ves čas do kapitulacije Italije. 
V času službovanja v Lokvi je napisal tri debele rokopisne knjige Lokavske starine, ki jih hrani župnišče v Lokvi.
Na pobudo Zbora svečenikov sv. Pavla je 15. maja 1921 kandidiral na listi Jugoslovenske narodne stranke (JNS) v goriškem volilnem okrožju in bil izvoljen kot poslanec v rimskem parlamentu. V dveh letih in pol je lista JNS vložila 92 poslanskih vprašanj, interpelacij in resolucij. Od teh je bilo 46 Ščekovih.
Leta 1923 je postal tajnik Katoliškega društva v Gorici (KTD), ki je ustanovilo Katoliško tiskarno in knjigarno. Dal je pobudo za ustanovitev Goriške Mohorjeve družbe (1923).
Med 1923 in 1933 je poskrbel za izdajo sledečih molitvenikov, od katerih jih je nekaj izdal sam: Oče naš (Katoliška knjigarna, Gorica, 1930) 
Angelček (Katoliška knjigarna, Gorica, 1926) 
''Moje molitvice: zbirka najbolj potrebnih molitev (Katoliška knjigarna, Gorica, 1928) 
Reši dušo (Katoliška knjigarna, Gorica, 1928) 
Kam greš? (Katoliška tiskarna Gorica, 1930)

### Izdal je verska učbenika:
Mali katekizem (Katoliška knjigarna, Gorica, 1928) 
Krščanske resnice, Zgodbe Svetega pisma stare in nove zaveze (Katoliška knjigarna, Gorica, 1932).

### Periodični tisk:
- sodeloval je z Goriško stražo 
- soustanovitelj glasila prosvetnih društev Naš čolnič (1923–1928 v Gorici), Verbum dei in Staničev vestnik
- dal je pobudo za ustanovitev humorističnega lista Čuk na pal'ci (nekaj časa ured. France Bevk) in Novega lista
- ustanovil je Jadranski almanah in Jadransko založbo, ki ga je izdajala.

### Poskrbel je za izdajo dveh katekizmov:
1927 katekizem v rezijanščini
1928 katekizem za Beneške Slovence (ured. Ivan Trinko Zamejski s sodelavci)

### Otroški tisk:
Od 1927-1929 izdaja otroški list Jaselce, ki je bil v tem času najbolj razširjen otroški list, dokler ga fašistične oblasti niso zatrle. Kasneje izdaja Bukvice strica Janeza in enajst zvezkov Pravljic s podnaslovom Zbral stric Janez.
Leta 1927 ga goriški nadškof Sedej zaradi notranjih sporov v krščanskosocialni struji in ob čedalje hujših grožnjah in pritiskih fašističnih oblasti suspendira, tako leta 1927 nastopi kot župnijski upravitelj v Avberju. V navezi s Tonetom Kraljem med drugim prenovi cerkvene poslikave (slovenski napisi, Mussolinijeva podoba med grešniki, triptikon Cirila in Metoda z glagolico na knjigi). Ker ta čas Tonetu Kralju ni naklonjen, se Šček z vso vnemo zavzame zanj, s čimer omogoči, da Kralj poslika še 40 cerkva širom Primorske. V tem času organizira Dekliško zvezo, skrbi za ohranjanje slovenske besede tako v cerkvi kot izven nje in napiše 14 zvezkov dragocenih Paberkov, ki izpričujejo tedanjo dobo. 
Ker pritiski fašističnih oblasti nanj postajali čedalje hujši, njegovo zdravje pa je vidno pešalo, je leta 1940 zaprosil za upokojitev in se umaknil najprej v Trst, nato pa k svojemu prijatelju duhovniku dr. Tonetu Požarju v Lokev. Zaradi upiranja fašističnim pogledom tržaškega-koprskega škofa Antonia Santina in močnega vpliva, ki ga je imel na primorsko duhovščino, ga je ta 4. julija 1946 suspendiral, s čimer mu je bila odvzeta pravica do maševanja, bil je eksistenčno onemogočen. Virgil Šček se tej odločitvi uprl v Rim, ki Ščekovi pritožbi ni ugodil. Negativnega odgovora Virgil Šček nikdar ni dobil, saj je medtem po operaciji v Ljubljani 6. julija 1948 umrl. Pokopan je v Avberju.  
Trdno verujem, kar me je mati učila.
Ljubil sem svoj narod.
Nikoli ga nisem goljufal ali lažno obljubljal.
Boril sem se za pravice primorskega naroda
od leta 1917 do 1943.
---
Quod non est Deus – nihil est.
Apostolska vera – granitna skala.